# Bétheny
Bétheny [betni] ist eine französische Gemeinde mit 7030 Einwohnern (Stand 1. Januar 2022) im Département Marne in der Region Grand Est.

## Lage
Bétheny liegt rund fünf Kilometer nordöstlich von Reims und südlich des früheren Militärflugplatzes Reims-Champagne. Der Ort gehört zur Metropolregion der Stadt und ist über die Departementsstraße D 74 mit der Innenstadt von Reims verbunden.

## Geschichte

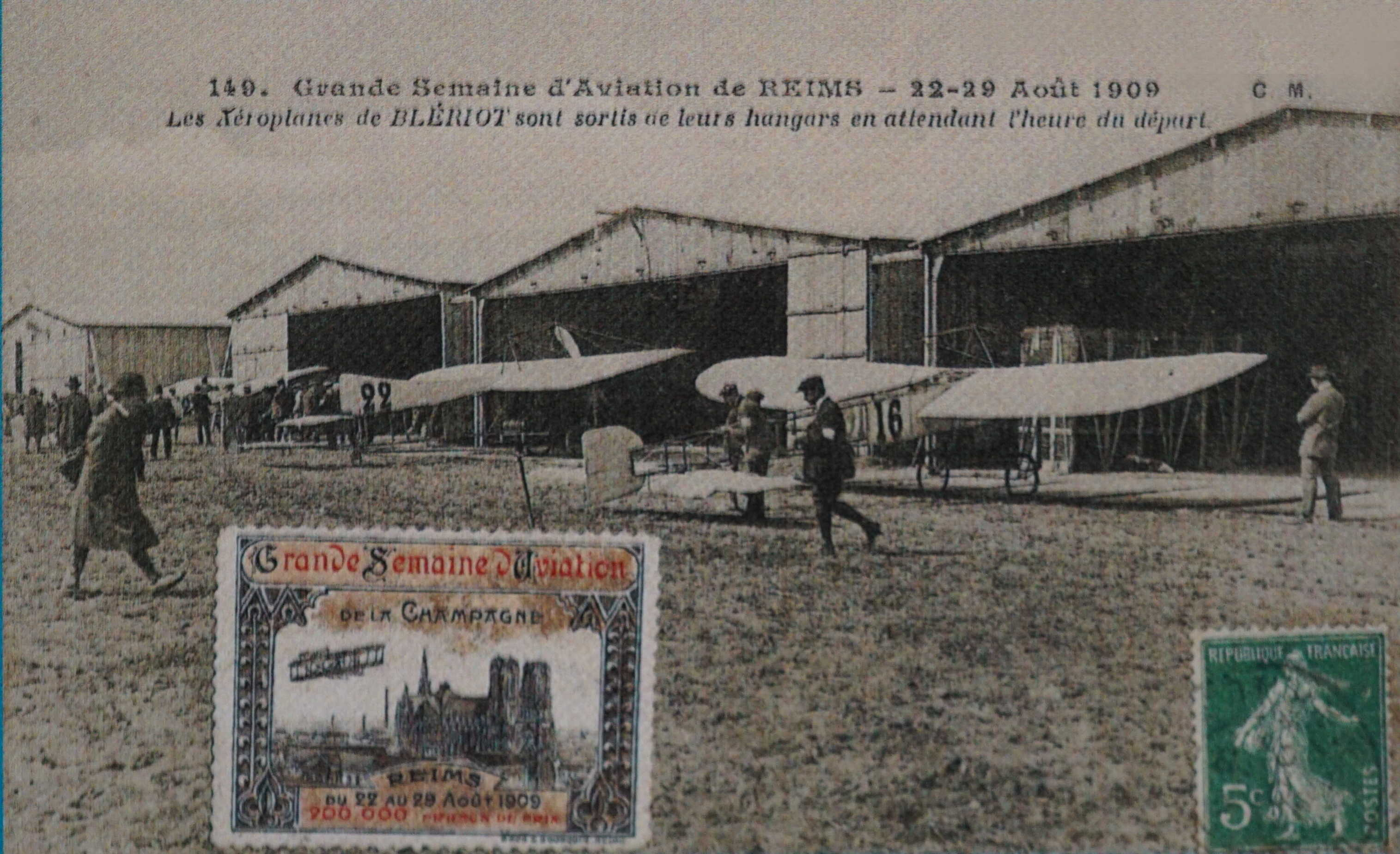
Der erste Flugplatz Europas während der Flugausstellung 1909

Nomadenstämme gründeten im 2. Jahrhundert vor Christus zahlreiche Ortschaften rund um Reims, darunter auch Bétheny. Im 2. Jahrhundert nach Christus wurde das Dorf von niedrigem römischem Adel bewirtschaftet und hieß Betheneium oder Betiniacum. 1870 wurde ein Teil der Ortschaft niedergerissen, um Platz für die neugeschaffene Stadt La Neuvillette (1970 nach Reims eingemeindet) zu schaffen. Zu diesem Zeitpunkt lebten die meisten Einwohner von Landwirtschaft. 95 % der Fläche des Ortes wurde landwirtschaftlich genutzt. Nach 1870 ließen sich viele Einwanderer in der Stadt nieder, die als Textilarbeiter in Reims arbeiteten.
Besonders stolz ist man im Ort noch heute auf eine große Manöverparade am 19. September 1901 anlässlich des Besuchs von Zar Nikolaus II. und seiner Gemahlin Alexandra, an der 150.000 Soldaten beteiligt waren. 1909 wurde auf dem Manövergelände am Ortsrand der erste europäische Flugplatz eröffnet. Vom 22. zum 29. August 1909 fand dort die erste internationale Flugausstellung mit 200.000 Besuchern statt. Der Flugplatz bildete die Basis des Militärflugplatzes Reims-Champagne, der 1928 eröffnet und 2012 geschlossen wurde.
Im Ersten Weltkrieg verlief die Front zwischen Deutschen und Franzosen nur 300 Meter vor den Stadtgrenzen. Bétheny wurde zerstört, die Einwohner flüchteten und kehrten erst nach Ende des Krieges zurück.
Seit Juli 2014 beherbergt die Gemeinde das Trainings- und Ausbildungszentrum der Fußballer von Stade Reims.

## Bevölkerungsentwicklung
| Jahr      | 1962 | 1968 | 1975 | 1982 | 1990 | 1999 | 2007 | 2018 |
| Einwohner | 2482 | 2747 | 4651 | 5635 | 6487 | 5943 | 6322 | 7039 |

## Sehenswürdigkeiten
- Kirche Saint-Sébastien
- Luftfahrtmuseum Musée de l’aéronautique locale de Bétheny

## Partnerstadt
- Dannstadt-Schauernheim, seit 2006

## Persönlichkeiten
- René Hanriot (1867–1925), Flugpionier
- Amandine Miquel (* 1984), Fußballtrainerin
- Lou-Ann Joly (* 2002), Fußballspielerin